# Nothocestrum
Nothocestrum, biljni rod krumpirovki smješten u podtribus  Withaniinae, dio tribusa Physalideae. Pripada mu četiri vrste drveća endemičnih za Havaje.
Rod je opisan u Proceedings of the American Academy of Arts and Sciences 6: 48–49. 1862.

## Vrste
1. Nothocestrum breviflorum A.Gray
2. Nothocestrum latifolium A.Gray
3. Nothocestrum longifolium A.Gray
4. Nothocestrum peltatum Skottsb.